# Spirostreptus multiplicatus
Spirostreptus multiplicatus är en mångfotingart som beskrevs av Karsch 1879. Spirostreptus multiplicatus ingår i släktet Spirostreptus och familjen Spirostreptidae. Inga underarter finns listade i Catalogue of Life.